# Salāmāt Khazīneh
Salāmāt Khazīneh (persiska: سلامات خزینه, Khazīneh) är en ort i Iran.   Den ligger i provinsen Khuzestan, i den centrala delen av landet, 500 km söder om huvudstaden Teheran. Salāmāt Khazīneh ligger 42 meter över havet och antalet invånare är 576.
Terrängen runt Salāmāt Khazīneh är platt, och sluttar västerut. Runt Salāmāt Khazīneh är det ganska tätbefolkat, med 83 invånare per kvadratkilometer. Närmaste större samhälle är Deylam-e Jadīd, 16,7 km väster om Salāmāt Khazīneh. Trakten runt Salāmāt Khazīneh är ofruktbar med lite eller ingen växtlighet.